# Vermögensmillionär
Ein Millionär oder Vermögensmillionär ist eine Person, die Eigentum im Wert von mindestens einer Million Einheiten der entsprechenden Landeswährung besitzt, also zum Beispiel eine Million Euro. Die Definition ist also abhängig von der betrachteten Währung und vom gewählten Zeitpunkt. Manchmal wird die Währungsbezeichnung dem Wort Millionär vorangestellt (z. B. „Dollar-Millionär“). Als Synonym für eine sehr wohlhabende Person wird die Bezeichnung aber im Allgemeinen nur in Bezug auf Währungen verwendet, deren Grundeinheit eine ähnliche Kaufkraft hat wie früher die Deutsche Mark oder heute der Euro, der Schweizer Franken, das britische Pfund oder der US-Dollar. Entsprechend ist ein Multimillionär eine Person, die mehrere Millionen Einheiten der entsprechenden Landeswährung besitzt, also zum Beispiel mehrere Millionen Euro. Vom Vermögensmillionär zu unterscheiden sind der wesentlich seltenere Einkommensmillionär sowie der Milliardär.

## Allgemeines
Laut World Wealth Report 2017 lebten im Asien-/Pazifik-Raum 6,2 Millionen und in Nordamerika 5,7 Millionen Personen mit einem flüssigen Geldvermögen von jeweils mindestens einer Mio. US-Dollar; in Europa waren es 4,8 Mio., im Mittleren Osten 700.000, in Lateinamerika 600.000 sowie in Afrika 200.000 Menschen.
Weltweit waren die Millionäre dabei folgendermaßen verteilt:
- etwa 16,25 Mio. Personen mit zwischen 1 und 5 Mio. US-Dollar Vermögen
- etwa 1,65 Mio. Personen mit zwischen 5 und 30 Mio. US-Dollar
- etwa 175.000 Personen mit mehr als 30 Mio. US-Dollar
- etwas mehr als 2.000 Personen mit mehr als 1 Milliarde US-Dollar

Zusammengenommen gab es weltweit also ca. 18,1 Mio. Personen, die jeweils über ein Vermögen von mehr als 1 Mio. US-Dollar verfügten (Die gesamte Weltbevölkerung lag bei ca. 7,55 Milliarden Menschen, damit waren weniger als 0,25 % der Weltbevölkerung Dollar-Millionäre). Das weltweite Vermögen aller Millionäre betrug 2017 ca. 70,2 Billionen (70.200 Milliarden) US-Dollar.
Verfällt der Wert einer Währung durch Inflation, so steigt dabei die Anzahl der Millionäre dementsprechend: Die Kaufkraft einer Million US-Dollar im Jahr 1960 entsprach (deflationiert) z. B. 8,6 Millionen US-Dollar im Juli 2018. Heute sind dies 10,59 Millionen US-Dollar.
Für die Definition, wer Vermögensmillionär ist, ist die Definition des Vermögens maßgeblich. Je breiter diese Definition ist, umso größer ist die Zahl der Vermögensmillionäre:
- Die breiteste Definition umfasst alle Vermögensarten: Sach-, Geldvermögen, Anwartschaften und (zukünftiges) Arbeitsvermögen – bei der Betrachtung von Vermögensmillionären spielt diese Definition keine Rolle.
- Eine Betrachtung von Sachvermögen und Geldvermögen wird in der Untersuchung der Vermögensverteilung genutzt; erhebliche Positionen wie z. B. (abgezinste) Rentenanwartschaften werden dabei typischerweise nicht betrachtet.
- Bei den meisten Ranglisten der Vermögensmillionäre wird die Summe von Sachvermögen und Geldvermögen ohne Berücksichtigung von selbst genutztem Immobilienbesitz betrachtet. Da dieser in den meisten Haushalten der größte Vermögensposten ist, reduziert diese Definition die Zahl der Vermögensmillionäre deutlich.
- Insbesondere bei Untersuchungen, welche die Zielgruppe des Private Banking behandeln, wird die Vermögensdefinition auf das Geldvermögen oder das liquide Vermögen weiter eingegrenzt, da nur dieses einen Vertriebsansatz für diese Banken bietet.

## Etymologie
Der Begriff „Millionär“ entstammt dem Französischen: Er entstand 1719 anlässlich der Spekulationsblase mit den Aktien der von John Law gegründeten Mississippi-Kompanie (sogenannte „Mississippi-Blase“).

## World Wealth Report, „Superreichtum“
Eine geschätzte Anzahl der weltweit vorhandenen Dollarmillionäre wird seit 1997 regelmäßig im World bzw. Global Wealth Report (GWR) dokumentiert.
Die Erhebung wird für jedes Jahr von der Investmentbank Merrill Lynch gemeinsam mit dem Consulter Capgemini (BCG) erstellt; US-Dollar-Millionäre werden darin als High Net Worth Individuals (HNWI, dt. „Personen mit hohem Netto-Vermögen“) bezeichnet. In den USA, Japan und Deutschland lebten 2014 die meisten entsprechenden Millionäre, wobei Singapur mit ein Anteil von 17,2 % an seinen registrierten Privathaushalten die höchste Dichte aufwies.
Die Liste der „Superreichen“ mit einem privaten Vermögen über 100 Millionen Dollar führen seit mindestens 2012 die USA an; 2024 hat sich lt. dem aktuellen Bericht dank der internationalen Aktien-Kursgewinne die Zahl z. B. der deutschen „Superreichen“ um 500 erhöht – derweil besitzen hier rund 3.900 „Superreiche“ mehr als ein Viertel des gesamten nationalen Finanzvermögens, zusammen knapp drei Billionen Dollar – die Bundesrepublik stand damit 2024 weltweit an dritter Stelle hinter USA und China. 2024 gab es lt. BCG nun auch weltweit 84.700 „Superreiche“ beziehungsweise Ultra High Net Worth Individuals.
Entsprechend ihrem frei verfügbaren Nettovermögen werden Millionäre im World Wealth Report in drei Gruppen eingeteilt:
- Low-Tier Millionaires (1–5 Mio. US$), „Unterstufen-Millionäre“ (Millionaire Next Door, „Millionär von nebenan“)
- Mid-Tier Millionaires (5–30 Mio. US$), „Mittelklasse-Millionäre“
- High-Tier Millionaires (> 30 Mio. US$), „Hochstufige Millionäre“ (Ultra High Net Worth Individuals,„Personen mit besonders hohem Netto-Vermögen“ bzw. „Superreiche“)[5]

Die große Mehrheit fällt dabei in die erste Kategorie: Weltweit halten die „einfachen Millionäre“ jeweils ein Geldvermögen (d. h. ohne selbst genutzten Immobilienbesitz) von durchschnittlich 3,7 Mio. US$ (2004); in Deutschland ist die Zahl der („einfachen“) Dollarmillionäre lt. BGC 2024 auf 678.000 gestiegen.

## Dollar-Millionäre
| Land/Region                  | US$- Millionäre |
| ---------------------------- | --------------- |
| Welt                         | 13.645.400      |
| Nordamerika                  | 4.724.800       |
| Vereinigte Staaten           | 4.389.000       |
| Kanada                       | 335.800         |
| Europa                       | 3.935.400       |
| Schweiz                      | 363.300         |
| Frankreich                   | 290.700         |
| Vereinigtes Königreich       | 802.800         |
| Deutschland                  | 774.600         |
| Österreich                   | 110.700         |
| Russland                     | 132.000         |
| Asien-Pazifik                | 3.297.700       |
| Volksrepublik China          | 719.400         |
| Indien                       | 264.300         |
| Japan                        | 1.166.000       |
| Afrika                       | 145.100         |
| Naher Osten                  | 406.700         |
| Vereinigte Arabische Emirate | 80.600          |
| Lateinamerika                | 563.100         |
| Brasilien                    | 154.800         |
| Australien                   | 321.900         |

Kriterium: Person mit einem Finanzvermögen von mehr als einer Million US$, ohne Berücksichtigung von selbst genutztem Immobilienbesitz. Genaue Messungen liegen für die Aufteilung hoher Vermögen nicht vor. Die Anzahl der Millionäre ergibt sich aus ungefähren Schätzungen, die je nach Quelle deutlich unterschiedlich ausfallen können.
Der US$ hat die Rolle einer führenden Währung im internationalen Finanzwesen. Zur besseren Vergleichbarkeit werden daher auch in anderen Ländern beheimatete Vermögen in US$ angegeben. Um in einem der europäischen Länder Dollarmillionär zu sein, reicht bereits ein Vermögen von rund 886.000 Euro (Wechselkurs Juni 2019).
Weltweit gibt es nach der Schätzung im World Wealth Report 2017 (für das Jahr 2016) etwa 10,1 Millionen (2008) US-Dollar-Millionäre. Zusammen halten diese 10,1 Millionen Millionäre laut dem World Wealth Report ein Nettovermögen von rund 40,7 Billionen US-Dollar (32,5 % des gesamten Vermögens weltweit bei einem Anteil von 0,15 % an der Weltbevölkerung), das entspricht einem Durchschnittsvermögen von 3,915 Millionen US-Dollar pro Kopf. Zum Vergleich: Das gesamte Vermögen weltweit beträgt etwa 125 Billionen Dollar.
Das Land mit den meisten US$-Millionären sind nach dieser Schätzung die USA mit 3,1 Millionen Dollar-Millionären (2007). In Deutschland gab es laut dem Report 2009 etwa 861.500 US-Dollar-Millionäre (2008: 809.700). in Österreich ca. 64.000 (2008), in der Schweiz ca. 185.300 (2008). Die Beratungsfirma Boston Consulting Group veröffentlicht ebenfalls einen Reichtumsbericht, nach diesem betrug die Anzahl der US$-Millionäre in Deutschland 2008 hingegen nur 373.565.
Eine Auswahl an Dollar-Millionären weiterer Länder ergibt laut der Schätzung im World Wealth Report für Australien 161.000 (2006), für Brasilien 120.000 (2006), Kanada 248.000 (2006), China 345.000 (2006), Indien 100.000 (2006), Russland 400.000 (2007), Großbritannien 485.000 (2006).
Die Zahl der Ultra-HNWIs, also der Personen mit mehr als 30 Mio. US$ Nettovermögen, betrug 2016 laut World Wealth Report 2017 weltweit 193.490 Personen, wovon 2.270 in Afrika, 7.370 im Nahen Osten, 7.570 in Lateinamerika, 46.080 in Asien, 49.650 in Europa und 73.100 in Nordamerika lebten. Von den insgesamt geschätzten 19,7 Billionen Dollar (2016) entfielen 0,26 Bio US$ auf Afrika, 0,81 Bio US$ auf den Nahen Osten, 0,79 Bio US$ auf Südamerika, 4,84 Bio US$ auf Asien, 4,97 Bio US$ auf Europa und 7,31 Bio US$ auf Nordamerika. (Anmerkung: Der World Wealth Report 2017 gibt keine Aufschlüsselung der einzelnen Regionen an. Daher ist nicht klar, ob z. B. Mexiko zu Nordamerika, Russland zu Europa, Brasilien zu Lateinamerika und welche Staaten dem Nahen Osten (Middle East) zugerechnet werden.) Für die nächsten zehn Jahre wird das größte Wachstum an Ultra-HNWIs, laut der Studie, in Asien vorhergesagt.
Infolge der Finanzkrise ist die Anzahl der Dollar-Millionäre 2008 nach der Schätzung im World Wealth Report 2009 in den verschiedenen Regionen der Welt im Vergleich zu 2007 unterschiedlich stark zurückgegangen (Deutschland: 2,7 % weniger; Vereinigte Staaten: über 18 % weniger; Vereinigtes Königreich: 26 % weniger; Russland: 28,5 % weniger; Indien: 31,6 % weniger). In China hingegen wuchs die Anzahl der Dollar-Millionäre und stieg 2010 auf über eine Million.

## Euro-Millionäre
Kriterium: Personen mit einem Geldvermögen von mindestens einer Million Euro. Zum Geldvermögen zählen: Geldeinlagen bei Banken und Versicherungen, Bausparverträge, Wertpapiere (Mehrheitsbesitz an Aktiengesellschaften eingeschlossen) und Rentenpapiere, aber keine Immobilien. Genaue Messungen liegen für die Aufteilung hoher Vermögen nicht vor. Die Anzahl der Millionäre ergibt sich aus ungefähren Schätzungen, die je nach Quelle deutlich unterschiedlich ausfallen können.
Mit der Einführung des Euro zum 1. Januar 2002 als gesetzliches Zahlungsmittel sank die Zahl der Währungsmillionäre deutlich. Da die überwiegende Zahl der Geldvermögen am jeweils unteren Skalenende zu finden sind, führt bereits eine scheinbar geringe Anhebung der Grenze zum Wegfall überproportional vieler Personen, in Deutschland also der D-Mark-Millionäre.
| Jahr    | Einwohner  | D-Mark-Millionäre (Schätzwerte, nicht inflationsbereinigt) | Quote pro Zeile | Quote pro Zeile |
| ------- | ---------- | ---------------------------------------------------------- | --------------- | --------------- |
| DE 1960 | 55.958.000 | 140.000                                                    | 0,25 %          | 1 : 400         |
| DE 1978 | 61.322.000 | 217.000                                                    | 0,35 %          | 1 : 283         |
| DE 1998 | 82.037.000 | 1.500.000                                                  | 1,80 %          | 1 : 055         |

2010 gab es nach Angaben der Valluga AG in Deutschland 830.000 Vermögensmillionäre mit einem Gesamtvermögen von 2.191 Milliarden (oder 2,191 Billionen) Euro. Mit 177.800 ist Nordrhein-Westfalen das Bundesland mit den meisten Vermögensmillionären. Gemessen an der Bevölkerung hat Hamburg die höchste Millionärsdichte. 43.000 Hamburger verfügen über ein Vermögen von einer Million Euro oder mehr; das entspricht 2,41 % der Gesamtbevölkerung des Stadtstaates.
Im Jahr 2013 gab es in Deutschland 1.015.000 Vermögensmillionäre.
Weltweit gibt es im Jahr 2013 etwa 12 Millionen Vermögensmillionäre. Laut World Wealth Report 2018 stieg die Zahl in Deutschland weiter auf 1,364 Mio. Millionäre; das sind etwa 1,66 Prozent der Bevölkerung.

## Lotto-Millionäre
Die staatlichen Lotteriegesellschaften machen zur Zahl der Lotto-Millionäre die folgenden Angaben:
- Jährlich tippen ca. 400 Menschen in Deutschland sechs Richtige. Die Zahl der Lotto-Millionäre in Deutschland liegt bei etwa 100 pro Jahr (2006: 114; 2007: 122, 2008: 103, 2009: 111, 2010: 112, 2011: 117, 2012: 115, 2013: 92, 2014: 97, 2015: 115, 2016: 112, 2017: 105, 2018: 152).[22]
- In D-Mark-Zeiten wurden seit Lotto-Start (Oktober 1955 bis Dezember 2001) 4129 Personen zu Lotto-Millionären (DM).
- Im Schweizer Zahlenlotto gab es 2005 24 neue Lotto-Millionäre (CHF). Seit Beginn des Lottos (1980) bis und mit dem 12. Februar 2005 gab es insgesamt 387 Lotto-Millionäre.